# Noworoczna bajka
Noworoczna bajka (ros. Новогодняя сказка) – radziecki krótkometrażowy film lalkowy z 1972 roku w reżyserii Władimira Diegtiariowa. Bajka o srogim Śnieżyszcze żyjącym w dziupli starego dębu.

## Animatorzy
Jurij Norsztejn, Boris Sawin